# Limbus (geodezja)
Limbus – część teodolitu, niwelatora (jeśli niwelator posiada koło poziome) lub sekstantu, mająca postać metalowego lub szklanego krążka, z naniesioną na obwodzie podziałką kątową – 400 gradów bądź 360 stopni. W nowoczesnych instrumentach geodezyjnych limbus przyjmuje postać elementu zdolnego wytworzyć impulsy elektryczne zliczane następnie przez specjalne układy i przeliczane na kąty. Nad limbusem, współśrodkowo, osadzona jest alidada.